# Venezuela az 1952. évi nyári olimpiai játékokon
Venezuela a finnországi Helsinkiben megrendezett 1952. évi nyári olimpiai játékok egyik részt vevő nemzete volt. Az országot az olimpián 8 sportágban 38 sportoló képviselte, akik összesen 1 érmet szereztek.

## Érmesek
| Érem  | Versenyző        | Sportág  | Versenyszám       |
| ----- | ---------------- | -------- | ----------------- |
| Bronz | Asnoldo Devonish | Atlétika | Férfi hármasugrás |

## Atlétika
Férfi
| Versenyző           | Versenyszám | Előfutam | Előfutam | Előfutam | Negyeddöntő | Negyeddöntő | Negyeddöntő | Elődöntő | Elődöntő | Elődöntő | Döntő   | Döntő    |
| Versenyző           | Versenyszám | Idő      | Hely.    | Össz.    | Idő         | Hely.       | Össz.       | Idő      | Hely.    | Össz.    | Idő     | Helyezés |
| ------------------- | ----------- | -------- | -------- | -------- | ----------- | ----------- | ----------- | -------- | -------- | -------- | ------- | -------- |
| Guillermo Gutiérrez | 400 m       | 48,82    | 2.       | 24.      | 48,75       | 4.          | 15.         | kiesett  | kiesett  | kiesett  | kiesett | kiesett  |
| Guillermo Gutiérrez | 100 m       | 11,42    | 5.       | 56.      | kiesett     | kiesett     | kiesett     | kiesett  | kiesett  | kiesett  | kiesett | kiesett  |
| Juan Leiva          | 100 m       | 11,31    | 5.       | 47.*     | kiesett     | kiesett     | kiesett     | kiesett  | kiesett  | kiesett  | kiesett | kiesett  |
| Juan Leiva          | 200 m       | 22,38    | 3.       | 33.*     | kiesett     | kiesett     | kiesett     | kiesett  | kiesett  | kiesett  | kiesett | kiesett  |
| Filemón Camacho     | 800 m       | 2:00,0   | 5.       | 46.      |             |             |             | kiesett  | kiesett  | kiesett  | kiesett | kiesett  |
| Filemón Camacho     | 1500 m      | 4:18,0   | 7.       | 48.      |             |             |             | kiesett  | kiesett  | kiesett  | kiesett | kiesett  |
| Téofilo Davis       | 110 m gát   | 15,96    | 5.       | 27.      |             |             |             | kiesett  | kiesett  | kiesett  | kiesett | kiesett  |
| Paulino Ferrer      | 400 m gát   | 1:02,1   | 5.       | 39.      | kiesett     | kiesett     | kiesett     | kiesett  | kiesett  | kiesett  | kiesett | kiesett  |

| Versenyző        | Versenyszám   | Selejtező | Selejtező | Döntő    | Döntő    |
| Versenyző        | Versenyszám   | Eredmény  | Helyezés  | Eredmény | Helyezés |
| ---------------- | ------------- | --------- | --------- | -------- | -------- |
| Téofilo Davis    | Magasugrás    | 187 cm    | 27.       | 180 cm   | 24.***   |
| Brígido Iriarte  | Távolugrás    | 682 cm    | 20.       | kiesett  | kiesett  |
| Brígido Iriarte  | Gerelyhajítás | 52,13 m   | 26.       | kiesett  | kiesett  |
| Asnoldo Devonish | Hármasugrás   | 15,24 m   | 2.        | 15,52 m  |          |

| Versenyző       | Versenyszám | 100 m | 100 m | Távolugrás | Távolugrás | Súlylökés | Súlylökés | Magasugrás | Magasugrás | 400 m | 400 m | 110 m gát | 110 m gát | Diszkoszvetés | Diszkoszvetés | Rúdugrás | Rúdugrás | Gerelyhajítás | Gerelyhajítás | 1500 m  | 1500 m | Végeredmény | Végeredmény |
| Versenyző       | Versenyszám | Idő   | Pont  | Eredmény   | Pont       | Eredmény  | Pont      | Eredmény   | Pont       | Idő   | Pont  | Idő       | Pont      | Eredmény      | Pont          | Eredmény | Pont     | Eredmény      | Pont          | Idő     | Pont   | Pont        | Helyezés    |
| --------------- | ----------- | ----- | ----- | ---------- | ---------- | --------- | --------- | ---------- | ---------- | ----- | ----- | --------- | --------- | ------------- | ------------- | -------- | -------- | ------------- | ------------- | ------- | ------ | ----------- | ----------- |
| Brígido Iriarte | Tízpróba    | 11,66 | 707   | 706 cm     | 804        | 11,66 m   | 552       | 160 cm     | 555        | 53,27 | 636   | 16,6      | 489       | 38,23 m       | 578           | 340 cm   | 476      | 55,55 m       | 637           | 4:49,98 | 336    | 5770        | 12.         |

* - egy másik versenyzővel azonos időt ért el

## Birkózás
Szabadfogású
| Versenyző      | Versenyszám | 1. forduló                    | 2. forduló                     | 3. forduló        | 4. forduló        | 5. forduló        | 6. forduló        | 7. forduló        | 8. forduló        | Helyezés |
| Versenyző      | Versenyszám | Ellenfél Eredmény             | Ellenfél Eredmény              | Ellenfél Eredmény | Ellenfél Eredmény | Ellenfél Eredmény | Ellenfél Eredmény | Ellenfél Eredmény | Ellenfél Eredmény | Helyezés |
| -------------- | ----------- | ----------------------------- | ------------------------------ | ----------------- | ----------------- | ----------------- | ----------------- | ----------------- | ----------------- | -------- |
| Ignacio Lugo   | 62 kg       | Armand Bernard (CAN) · 10:55  | Keshav Mangave (IND) · feladta | kiesett           | kiesett           | kiesett           | kiesett           | kiesett           | kiesett           | 16.      |
| Pio Chirinos   | 79 kg       | Callie Reitz (RSA) · 1:11     | Gustav Gocke (GER) · 1:20      | kiesett           | kiesett           | kiesett           | kiesett           | kiesett           |                   | 12.      |
| Rodolfo Padron | 87 kg       | Henry Wittenberg (USA) · 1:28 | Viking Palm (SWE) · 2:28       | kiesett           | kiesett           | kiesett           | kiesett           |                   |                   | 10.      |

## Kerékpározás

### Pálya-kerékpározás
| Versenyző | Versenyszám   | 1. forduló                                                                | 1. forduló | Vigaszág                                                                                           | Vigaszág | Negyeddöntő            | Negyeddöntő | Vigaszág               | Vigaszág | Elődöntő               | Elődöntő | Vigaszág               | Vigaszág | Döntő                  | Helyezés    |
| Versenyző | Versenyszám   | Ellenfelek Győztes idő                                                    | Hely.      | Ellenfelek Győztes idő                                                                             | Hely.    | Ellenfelek Győztes idő | Hely.       | Ellenfelek Győztes idő | Hely.    | Ellenfelek Győztes idő | Hely.    | Ellenfelek Győztes idő | Hely.    | Ellenfelek Győztes idő | Helyezés    |
| --------- | ------------- | ------------------------------------------------------------------------- | ---------- | -------------------------------------------------------------------------------------------------- | -------- | ---------------------- | ----------- | ---------------------- | -------- | ---------------------- | -------- | ---------------------- | -------- | ---------------------- | ----------- |
| Luis Toro | Egyéni sprint | Jan Hijzelendoorn (NED) · Ray Robinson (RSA) · Steve Hromjak (USA) · 12,1 | 4.         | Werner Potzernheim (GER) · Otar Dadunashvili (URS) · Steve Hromjak (USA) · Helge Törn (FIN) · 11,7 | 3.       | kiesett                | kiesett     | kiesett                | kiesett  | kiesett                | kiesett  | kiesett                | kiesett  | kiesett                | helyezetlen |

| Versenyző      | Versenyszám     | Eredmény | Helyezés |
| -------------- | --------------- | -------- | -------- |
| Andoni Ituarte | 1000 m időfutam | 1:15,4   | 15.*     |

| Versenyző                                               | Versenyszám          | Selejtező | Selejtező | Negyeddöntő  | Negyeddöntő | Elődöntő     | Elődöntő  | Döntő        | Döntő     | Helyezés |
| Versenyző                                               | Versenyszám          | Idő       | Hely.     | Ellenfél Idő | Saját idő   | Ellenfél Idő | Saját idő | Ellenfél Idő | Saját idő | Helyezés |
| ------------------------------------------------------- | -------------------- | --------- | --------- | ------------ | ----------- | ------------ | --------- | ------------ | --------- | -------- |
| Luis Toro Danilo Heredia Andoni Ituarte Ramón Echegaray | Csapat üldözőverseny | 5:16,2    | 20.       | kiesett      | kiesett     | kiesett      | kiesett   | kiesett      | kiesett   | 20.      |

* - egy másik versenyzővel azonos időt ért el

## Műugrás
Férfi
| Versenyző      | Versenyszám    | Selejtező | Selejtező | Döntő   | Döntő    |
| Versenyző      | Versenyszám    | Pont      | Helyezés  | Pont    | Helyezés |
| -------------- | -------------- | --------- | --------- | ------- | -------- |
| Eduardo Fereda | Egyéni műugrás | 41,98     | 36.       | kiesett | kiesett  |

## Ökölvívás
| Versenyző          | Versenyszám  | Selejtező                   | Nyolcaddöntő             | Negyeddöntő                | Elődöntő          | Döntő             | Helyezés |
| Versenyző          | Versenyszám  | Ellenfél Eredmény           | Ellenfél Eredmény        | Ellenfél Eredmény          | Ellenfél Eredmény | Ellenfél Eredmény | Helyezés |
| ------------------ | ------------ | --------------------------- | ------------------------ | -------------------------- | ----------------- | ----------------- | -------- |
| Angel Amaya        | Harmatsúly   | Raúl Macías (MEX) · 0-3     | kiesett                  | kiesett                    | kiesett           | kiesett           | 17.      |
| Luis Aranguren     | Pehelysúly   | Kurt Schirra (SAA) · 1-2    | kiesett                  | kiesett                    | kiesett           | kiesett           | 17.      |
| Vicente Matute     | Könnyűsúly   |                             | Muhammad Ali (PAK) · KO  | Erkki Pakkanen (FIN) · 0-3 | kiesett           | kiesett           | 5.       |
| Salomon Carrizales | Kisváltósúly | Celestino Pinto (BRA) · 2-1 | Chuck Adkins (USA) · 0-3 | kiesett                    | kiesett           | kiesett           | 9.       |
| Sergio Gascue      | Váltósúly    | Nicolae Linca (ROU) · 0-3   | kiesett                  | kiesett                    | kiesett           | kiesett           | 17.      |

## Sportlövészet
| Versenyző              | Versenyszám            | Eredmény | Helyezés |
| ---------------------- | ---------------------- | -------- | -------- |
| Herman Barreto         | Gyorstüzelő pisztoly   | 558      | 20.      |
| Carlos Monteverde      | Gyorstüzelő pisztoly   | 483      | 52.      |
| Hector de Lima Polanco | Szabadpisztoly         | 506      | 37.      |
| Carlos Marrero         | Szabadpisztoly         | 483      | 48.      |
| Rigoberto Rivero       | Szabadpuska, összetett | 1028     | 22.      |
| Humberto Briceño       | Szabadpuska, összetett | 984      | 25.      |
| Humberto Briceño       | Sportpuska, fekvő      | 393      | 35.      |
| Humberto Briceño       | Sportpuska, összetett  | 1104     | 33.      |
| Rafael Arnal           | Sportpuska, összetett  | 1083     | 39.      |
| Rafael Arnal           | Sportpuska, fekvő      | 380      | 57.      |

## Úszás
Férfi
| Versenyző  | Versenyszám | Előfutam | Előfutam | Előfutam | Elődöntő | Elődöntő | Elődöntő | Döntő   | Döntő    |
| Versenyző  | Versenyszám | Idő      | Hely.    | Össz.    | Idő      | Hely.    | Össz.    | Idő     | Helyezés |
| ---------- | ----------- | -------- | -------- | -------- | -------- | -------- | -------- | ------- | -------- |
| Oscar Saiz | 100 m gyors | 1:01,7   | 6.       | 41.      | kiesett  | kiesett  | kiesett  | kiesett | kiesett  |

## Vívás
Férfi
| Versenyző                                                                           | Versenyszám       | 1. forduló | 1. forduló | 2. forduló          | 2. forduló | Elődöntő            | Elődöntő | Döntő               | Döntő   |
| Versenyző                                                                           | Versenyszám       | Ellenfelek Eredmény | Hely.      | Ellenfelek Eredmény | Hely.      | Ellenfelek Eredmény | Hely.    | Ellenfelek Eredmény | Hely.   |
| ----------------------------------------------------------------------------------- | ----------------- | --- | ---------- | ------------------- | ---------- | ------------------- | -------- | ------------------- | ------- |
| Giovanni Bertorelli                                                                 | Tőr, egyéni       | Leif Klette (NOR) · Nils Rydström (SWE) · Luke Wendon (GBR) · John Fethers (AUS) · Julius Eisenecker (GER) · Patrick Duffy (IRL) · Ernst Rau (SAA) · 0-6 (30)                  | 8.         | kiesett             | kiesett    | kiesett             | kiesett  | kiesett             | kiesett |
| Giovanni Bertorelli                                                                 | Párbajtőr, egyéni | Rerrich Béla (HUN) · Allan Jay (GBR) · César Pekelman (BRA) · Wojciech Rydz (POL) · Yury Deksbakh (URS) · Vasile Chelaru (ROU) · Patrick Duffy (IRL) · 1-6 (19)                | 7.*        | kiesett             | kiesett    | kiesett             | kiesett  | kiesett             | kiesett |
| Augusto Gutiérrez                                                                   | Tőr, egyéni       | Vasile Chelaru (ROU) · Nate Lubell (USA) · Benito Ramos (MEX) · Mark Midler (URS) · Karl Bach (SAA) · Ricardo Rimini (URU) · 0-5 (25)                                          | 6.*        | kiesett             | kiesett    | kiesett             | kiesett  | kiesett             | kiesett |
| Juan Kavanagh                                                                       | Tőr, egyéni       | Rolf Magnusson (SWE) · German Bokun (URS) · Félix Galimi (ARG) · Raymond Paul (GBR) · Ivan Lund (AUS) · Roland Asselin (CAN) · 1-5 (28)                                        | 6.         | kiesett             | kiesett    | kiesett             | kiesett  | kiesett             | kiesett |
| Juan Camous                                                                         | Párbajtőr, egyéni | Berzsenyi Barnabás (HUN) · Rolf Wiik (FIN) · Benito Ramos (MEX) · René Bougnol (FRA) · Alfred Skrobisch (USA) · Erwin Kroggel (GER) · Maki Sinicsi (JPN) · 3-4 (15)            | 5.         | kiesett             | kiesett    | kiesett             | kiesett  | kiesett             | kiesett |
| Gustavo Gutiérrez                                                                   | Párbajtőr, egyéni | Adam Krajewski (POL) · Antonio Haro (MEX) · Erkki Kerttula (FIN) · Sákovics József (HUN) · Alfred Eriksen (NOR) · Robert Henrion (BEL) · Eduardo López (GUA) · 2-4 (16)        | 5.**       | kiesett             | kiesett    | kiesett             | kiesett  | kiesett             | kiesett |
| Gustavo Gutiérrez                                                                   | Kard, egyéni      | François Heywaert (BEL) · Ivan Manayenko (URS) · Jerzy Pawłowski (POL) · Raimondo Carnera (DEN) · Ernst Rau (SAA) · John Fethers (AUS) · Rafael Cámara (MEX) · 1-5 (29)        | 8.         | kiesett             | kiesett    | kiesett             | kiesett  | kiesett             | kiesett |
| Edmundo López                                                                       | Kard, egyéni      | Ilie Tudor (ROU) · Marcel Van Der Auwera (BEL) · Henry Nordin (SWE) · Jules Amez-Droz (SUI) · Richard Liebscher (GER) · Eduardo López (GUA) · Günther Knödler (SAA) · 1-6 (33) | 6.**       | kiesett             | kiesett    | kiesett             | kiesett  | kiesett             | kiesett |
| Olaf Sandner                                                                        | Kard, egyéni      | Hubert Loisel (AUT) · Leszek Suski (POL) · Edgardo Pomini (ARG) · Ion Santo (ROU) · Ivan Ruben (DEN) · Umberto Menegalli (SUI) · Ivan Lund (AUS) · 2-5 (32)                    | 7.         | kiesett             | kiesett    | kiesett             | kiesett  | kiesett             | kiesett |
| Giovanni Bertorelli Nelson Nieves Juan Kavanagh Gustavo Gutiérrez Augusto Gutiérrez | Tőr, csapat       | Nagy-Britannia (GBR) · 2-14 · Olaszország (ITA) · 0-9 | 3.         | kiesett             | kiesett    | kiesett             | kiesett  | kiesett             | kiesett |
| Gustavo Gutiérrez Giovanni Bertorelli Olaf Sandner Juan Camous                      | Párbajtőr, csapat | Dánia (DEN) · 5-9 · Belgium (BEL) · 4-11 | 4.         | kiesett             | kiesett    | kiesett             | kiesett  | kiesett             | kiesett |
| Augusto Gutiérrez Olaf Sandner Gustavo Gutiérrez Edmundo López                      | Kard, csapat      | Ausztria (AUT) · 3-13 · Olaszország (ITA) · 1-9 | 3.         | kiesett             | kiesett    | kiesett             | kiesett  | kiesett             | kiesett |

Női
| Versenyző    | Versenyszám | 1. forduló | 1. forduló | 2. forduló          | 2. forduló | Elődöntő            | Elődöntő | Döntő               | Döntő   |
| Versenyző    | Versenyszám | Ellenfelek Eredmény | Hely.      | Ellenfelek Eredmény | Hely.      | Ellenfelek Eredmény | Hely.    | Ellenfelek Eredmény | Hely.   |
| ------------ | ----------- | --- | ---------- | ------------------- | ---------- | ------------------- | -------- | ------------------- | ------- |
| Gerda Muller | Tőr, egyéni | Elek Ilona (HUN) · Odette Drand (FRA) · Elsa Irigoyen (ARG) · Fritzi Wenisch-Filz (AUT) · Marianne Sjöblom (FIN) · 0-4 (16)                                 | 5.*        | kiesett             | kiesett    | kiesett             | kiesett  | kiesett             | kiesett |
| Ursula Selle | Tőr, egyéni | Karen Lachmann (DEN) · Irene Camber-Corno (ITA) · Patricia Buller (GBR) · Nadezhda Shitikova (URS) · Maggie Kalka (FIN) · Wanda Włodarczyk (POL) · 2-4 (24) | 6.         | kiesett             | kiesett    | kiesett             | kiesett  | kiesett             | kiesett |

* - egy másik versenyzővel azonos eredményt ért el

** - két másik versenyzővel azonos eredményt ért el